# او-۱۲۵ (کریگس‌مارینه)
زیردریایی یو-۱۲۵ (۱۹۴۰) (به انگلیسی: German submarine U-125 (1940)) یک زیردریایی بود که طول آن ۷۶٫۷۶ متر (۲۵۱ فوت ۱۰ اینچ) و ارتفاع آن ۹٫۶ متر (۳۱ فوت ۶ اینچ) بود. این زیردریایی در سال ۱۹۴۰ ساخته شد.